# Myrmecaelurus sectorius
Myrmecaelurus sectorius is een insect uit de familie van de mierenleeuwen (Myrmeleontidae), die tot de orde netvleugeligen (Neuroptera) behoort. 
Myrmecaelurus sectorius is voor het eerst wetenschappelijk beschreven door Navás in 1912.